# Katholisches Pfarrhaus (Velten)

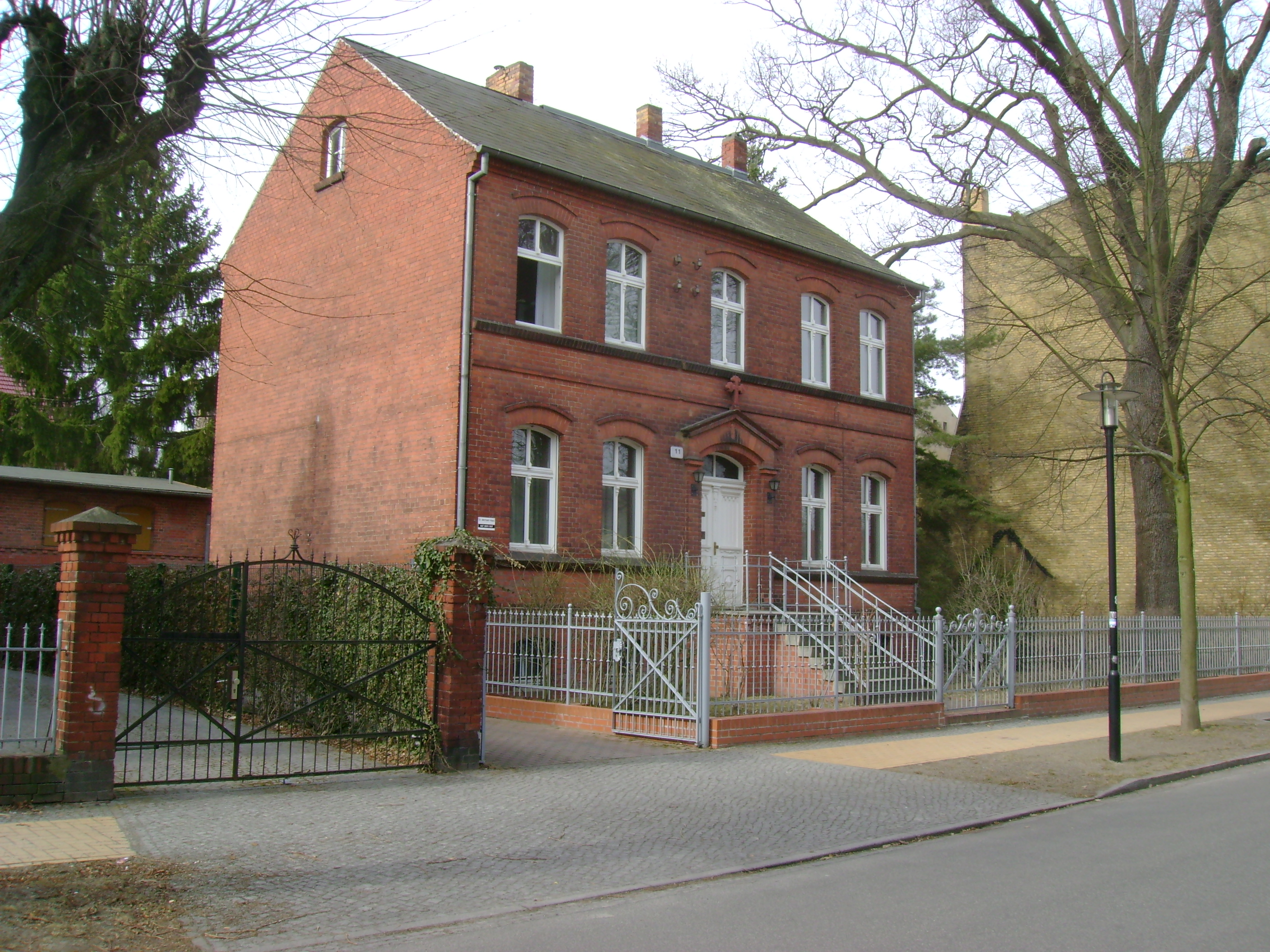
Katholisches Pfarrhaus, 2011

Das katholische Pfarrhaus ist ein Baudenkmal in der Stadt Velten im Landkreis Oberhavel im Land Brandenburg.

## Architektur und Geschichte
Der Bau des 1903 in der Schulstraße 11 errichteten Gebäudes steht in Zusammenhang mit der 1895 in der Schulstraße 7 erbauten katholischen Kirche St. Joseph. Zu dieser Zeit gab es eine rund 200 Personen umfassende katholische Gemeinde. Diese gehört heute organisatorisch zur Pfarrgemeinde Hennigsdorf und ist dem Dekanat Oranienburg im Erzbistum Berlin angegliedert.
Das zweigeschossige Gebäude mit seinen fünf Achsen ist in massiver Ziegelbauweise ausgeführt und besitzt ein Satteldach.